# Sepp Kusstatscher
Josef „Sepp“ Kusstatscher (auch Kußtatscher; * 17. März 1947 in Villanders, Südtirol) ist ein Südtiroler Politiker. 

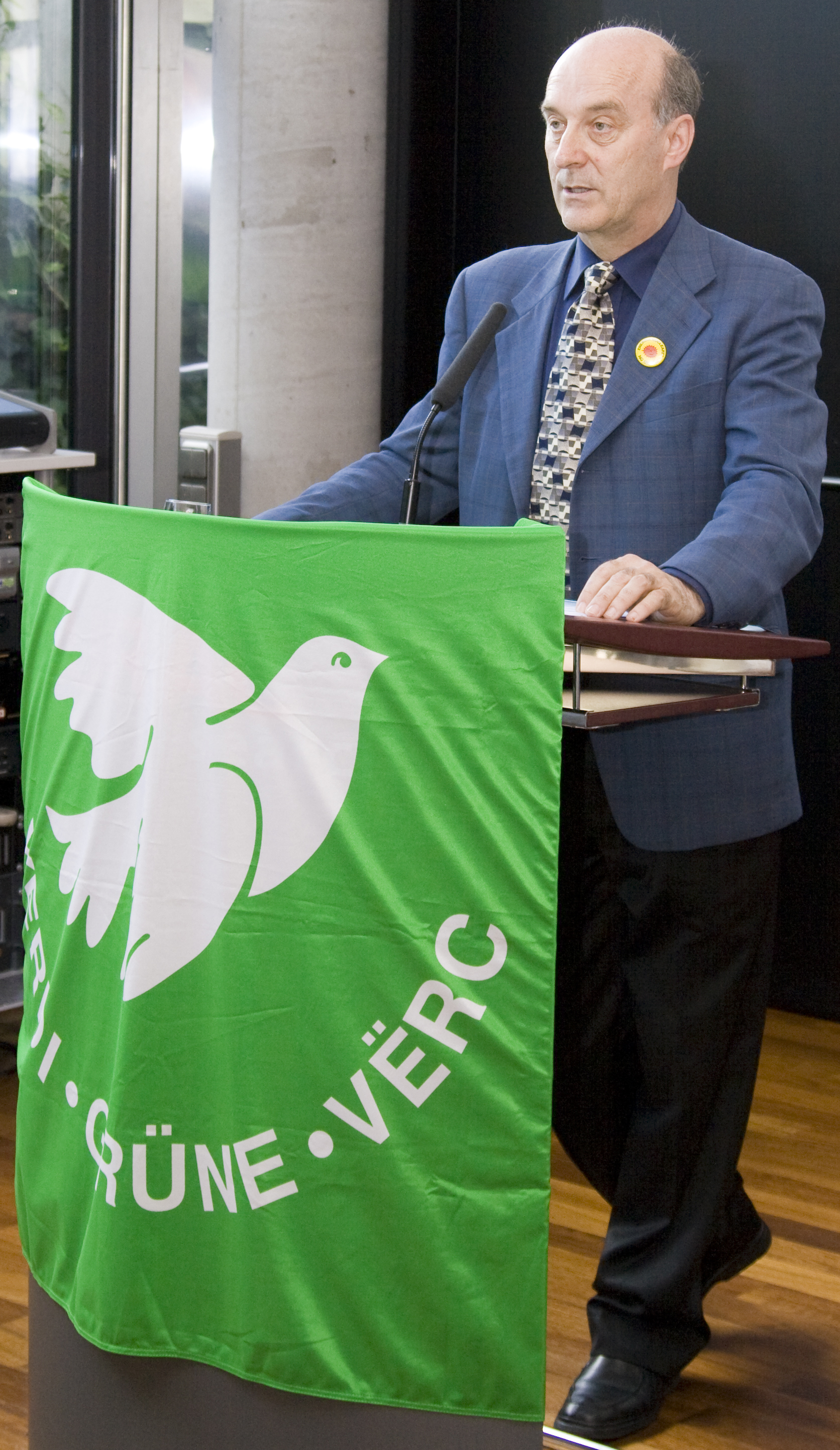
Sepp Kusstatscher bei der Landesversammlung der Grünen in Bozen, Mai 2008

## Biographie
Kusstatscher besuchte nach der Grundschule in seinem Heimatdorf die Mittel- und Oberschule des Johanneums in Dorf Tirol. Anschließend studierte er Philosophie, Theologie und Pädagogik an der Philosophisch-Theologischen Hochschule Brixen, der Universität Innsbruck und der Universität Klagenfurt. Sein Studium schloss er 1974 mit einer in Innsbruck eingereichten Diplomarbeit zur Geschichte der Pfarre Villanders ab. Beruflich war Kusstatscher als Lehrer sowie im Bereich Erwachsenenbildung und berufliche Weiterbildung tätig. Er leitete 17 Jahre lang als Direktor die Berufsschulen in Brixen.
Nach einer Zeit als Vorsitzender der Südtiroler Hochschülerschaft war Kusstatscher von 1974 bis 1985 für die Südtiroler Volkspartei (SVP) Bürgermeister von Villanders. Von 1988 bis 1993 war Kusstatscher Abgeordneter im Südtiroler Landtag und damit gleichzeitig im Regionalrat Trentino-Südtirol. Er fungierte dabei auch als Vorsitzender des Arbeitnehmerflügels der SVP. 1999 trat Kusstatscher aus der SVP aus. 2003 konnte er auf der Liste der Südtiroler Grünen erneut ein Landtagsmandat erringen. 2004 kandidierte Kusstatscher erfolgreich für die Federazione dei Verdi für das Europäische Parlament. Sein Nachfolger im Landtag wurde Riccardo Dello Sbarba.
Im Europaparlament war Kusstatscher Vollmitglied des Ausschusses für Arbeit und Soziales sowie stellvertretendes Mitglied im Ausschuss für Transport und Fremdenverkehr. Seine Hauptanliegen waren: eine grünere und nachhaltigere Verkehrspolitik schaffen, einen Umwelt- und Artenschutz, der den Verlust von Pflanzen- und Tierarten aufhalten wie auch das Überleben der Spezies Mensch sichern kann, sowie ein bedingungsloses Grundeinkommen. Im Frühjahr 2009 wurde Kusstatscher wiederholt in nationalen Medien wie dem Corriere della Sera und Il Sole 24 Ore erwähnt, da er erneut der fleißigste EU-Parlamentarier Italiens war, sowohl hinsichtlich Präsenz (97,2 %), als auch hinsichtlich der Anzahl der Anfragen und Anträge. Bei den Europawahlen desselben Jahres verpasste er eine Wiederwahl.
Er war Mitglied im Bürgerkomitee für die Europäische Bürgerinitiative zur Einführung eines Bedingungslosen Grundeinkommens (Unconditional Basic Income – UBI) auf europäischer Ebene. Zumindest sollten die Mitgliedsstaaten aufgefordert werden, Wege zu erforschen, wie ein Bedingungsloses Grundeinkommen als Instrument für ein stabileres Sozialsystem entwickelt werden könne. Zusammen mit dem Ansprechpartner für die Europäische Kommission, dem Österreicher Klaus Sambor, sowie Ronald Blaschke vom deutschen Netzwerk Grundeinkommen und weiteren Initiatoren aus 15 Staaten organisierte er die Unterschriftensammlung.
Von 2009 bis 2012 übernahm er zusammen mit Brigitte Foppa den Vorsitz der Südtiroler Grünen. 2019 wurde er mit der Ehrenbürgerschaft seiner Heimatgemeinde Villanders ausgezeichnet.
Während der Covid-19-Pandemie hat sich Kusstatscher als Impfskeptiker positioniert und die regionalen wie staatlichen Maßnahmen zur Durchimpfung der Bevölkerung „aus ethischen Gründen“ in Frage gestellt.
Im Jahr 2025 rief er in einem offenen Brief dazu auf, Putin und Trump nicht zu „verteufeln“, dies würde in eine „Massenpsychose“ führen. Zudem schrieb er: „Der Keil, der zwischen Deutschland und Russland hineingetrieben wurde, trotz der schlimmsten Erfahrungen im Zweiten Weltkrieg, ist kein zufälliges Ereignis, sondern von Menschen geplant und gewollt.“